# Немачке тешке крстарице класе Адмирал Хипер
Тешке крстарице класе Адмирал Хипер, представљале су серију од пет бродова, од којих су три уведене у састав немачке ратне морнарице за време Другог светског рата, једна је продата Совјетском Савезу 1939. године, а на једној су почели радови за преправку у носач авиона, али та преправка никад није завршена. Први брод ове класе носио је име по немачком адмиралу из Првог светског рата - Францу фон Хиперу.

## Историја
Током 1934. године појавили су се основни захтеви за пројектовање тешких крстарица за потребе немачке флоте. Планови за те бродове су разрађени у Адмиралштабу као природно продужење политике, коју су следили немачки адмирали још од времена Вајмарске републике. Оковани Версајским ограничењима, адмирали нису престајали да маштају о новој „Флоти отвореног мора“. Ту је требало да се налазе бродови свих типова. По доласку Хитлера на власт, послови око бродова са главном артиљеријом од 152 mm су стопирани, а дат је приоритет за изградњу крстарица наоружаних топовима 203 mm. Било је потребно да нове тешке крстарице буду равноправне у борби са управо грађеном француском тешком крстарицом Алжери и да буду брже од француских бојних бродова Денкерк и Стразбур. Та два брода представљају најстрашнијег противника кога су немачке крстарице приликом крстарења на океану могле да сретну. Такође, у захтеву за изградњу тешких крстарица се тражило и то, да бродови буду способни за рејдерске операције (препади на трговачке бродове на океанима). Ограничена тежина од 10.000 тона се показала као сувише мала да би се удовољило захтевима адмирала Редера. Након многих конференција и разматрања разних варијанти, решено је да се повећа оклопна заштита брода, који је по последњој варијанти био доста тањи у односу на француског пандана. Оклопни појас требало је да има дебљину од 80 mm, који се на крајевима брода смањује на 40 mm. Хоризонталну заштиту чиниле су две оклопљене палубе са дебљином од по 25 mm. Код бокова дебљина палубе се повећала на 30 mm. Још из времена Првог светског рата, немачки бродови су грађњни са јаком заштитом купола главне артиљерије, што се захтевало и овде, тако да су бродови класе Адмирал Хипер имали оклоп 50 mm на боковима купола и 105 mm на предњој косој плочи. За погон су изабране парне турбине са високим притиском паре. Одлука да се на бродовима поставе парне турбине била је потпуно погрешна - не само да бродови нису имали повећани радијус дејства (што је био услов), него је цео машински уређај отказивао приликом најмањег квара.
Још 1934. године су израђени цртежи за израду прва два брода - Ерзац Хамбург и Ерзац Берлин. Током 1935. године Адолф Хитлер је објавио да су одредбе Версајског мира неважеће и потписао поморски договор са Уједињеним Краљевством, по коме је Нацистичка Немачка могла да гради бродове свих типова. И пре официјелног потписивања договора, поручен је и трећи брод класе. У 1936. години повећена је поруџбина за још бродова по том пројекту, али са наоружањем од 12 топова 152 mm. На тај начин Хитлер је хтео да умири Француску, пошто је формално број тешких крстарица код Немаца ограничен на три брода.
Требало би приметити да је поруџбина за последња два брода дата тако да у датом моменту топови 152 mm могу да се замене топовима 203 mm, и на тај начин би се лако бродови преправили у тешке крстарице. Следеће године (1937). је одлучено да се и на та два брода поставе топови 203 mm. Градња првог брода, носиоца серије - Адмирал Хипер, почела је 6. јула 1935. године у Килу, а поринут је у море 6. фебруара 1937. године. Други брод - Блихер, почео је да се гради у Хамбургу 15. августа 1936. године, а поринут је 8. јуна 1937. године. Трећи брод - Принц Еуген, чија је градња почела 23. априла 1936. године, поринут је 22. августа 1938. године. Последња два брода - Зајдлиц и Лицов, градили су се у Бремену и поринути су 19. јануара 1939. и 1. јула 1939. године.
Зајдлиц и Лицов носили су имена по бојним крсташима, а Блихер по оклопном крсташу, сви из Првог светског рата. Адмирал Хипер је добио име по немачком адмиралу из Првог светског рата, Францу фон Хиперу, а Принц Еуген се звао по аустријском војсковођи и државнику Еугену Савојском.

## Бродови

#### Адмирал Хипер
- Бродоградилиште: Блом и Вос у Хамбургу
- Почетак градње: 6. јул 1935.
- Поринут: 6. фебруар 1937.
- Завршетак градње: 29. април 1939.
- Дејства: Операција Везерибунг, трговачки препади на Атлантику и Арктику, и евакуација људи и војника са Источног фронта
- Победе: разарач Глауворм и 7 трговачких бродова потопљено, крстарица Бервик и 2 трговачка брода оштећена
- Судбина: Потопљен 2. маја 1945. у Килу

### Блихер
- Бродоградилиште: Дојче Верке АГ у Килу
- Почетак градње: 15. август 1935.
- Поринут: 8. јун 1937.
- Завршетак градње: 20. септембар 1939.
- Дејства: Операција Везерибунг
- Победе: Нема
- Судбина: Потопљен 9. априла 1940. јужно од Ослоа од Норвешке обалне артиљерије и торпедне станице, на почетку инвазије на Норвешку - Операција Везерибунг.

### Принц Еуген
- Бродоградилиште: Фридрих Круп Германиаверфт у Килу
- Почетак градње: 23. април 1936.
- Поринут: 22. август 1938.
- Завршетак градње: 1. август 1940.
- Дејства: Пратња Бизмарка, Пробој кроз канал Ла-Манш, снабдевање и евакуација са Источног фронта, Операција Кросроад
- Победе: Заједно са бојним бродом Бизмарк потопили бојни крсташ Худ
- Судбина: Предат савезничкој војсци 7. маја 1945. и 1946. године учествује у нуклеарним пробама на Пацифику. Након нуклеарне пробе тегле ка Квајалеин атолу, али се 22. децембра у току тегљења преврће преко гребена Енубуј, и на тој позицији стоји и данас. 1978. године јој је демонтиран пропелер са десног осовинског вода и изложен је у немачком поморском меморијалном комплексу у Лабоу, док је остатак брода ронилачко одредиште туриста.

### Зајдлиц
- Бродоградилиште: Дојче Шиф и Машиненбау АГ у Бремену
- Почетак градње: 29. децембар 1936.
- Поринут: 19. јануар 1939.
- Завршетак градње: Није завршен.
- Дејства: Нема. Почела преправка брода у носач авиона, августа 1942. године. Ново име Везер.
- Судбина: Преправка у носач авиона прекинита јануара 1943. године, потопљен 10. априла 1945. у Кенигсбергу.

### Лицов
- Бродоградилиште: Дојче Шиф и Машиненбау АГ у Бремену
- Почетак градње: 8. фебруар 1937.
- Поринут: 7. јануар 1939.
- Завршетак градње: Није завршен
- Дејства: Нема.
- Судбина: Продат некомплетиран Совјетском Савезу маја 1940. године. Промењено име у Петропавловск, касније у Талин, отписан 1950. године.